# گئورگ فون کوشلر
گئورگ کارل فریدریش ویلهلم فون کوشلر (به آلمانی: Georg Karl Friedrich Wilhelm von Küchler) (۳۰ مهٔ ۱۸۸۱ – ۲۵ مه ۱۹۶۸) نظامی بلندپایه و فیلدمارشال آلمانی در دوره رایش سوم بود که در جریان جنگ جهانی دوم فرماندهی چند یگان‌ها بزرگ را بر عهده داشت.

## سال‌های اولیه
گئورگ فون کوشلر روز ۳۰ مه سال ۱۸۸۱ در قلعه فیلیپس‌روهه در نزدیکی گرمرسهایم در خاندانی زمین‌دار از طبقه اشراف پروس و پر سابقه در نظامی‌گری زاده شد. پس از تحصیل در دانشکده‌های افسری، روز ۱۲ مارس سال ۱۹۰۰ به عنوان افسر دانشجو در هنگ ۲۵ توپخانه صحرایی در دارمشتات به نیروی زمینی امپراتوری آلمان پیوست. سال بعد در با درجه ستوان دوم سلک افسران درآمد. تا سال ۱۹۰۷ در رسته توپخانه باقی ماند تا اینکه به دانشکده نظامی سوارکاری در هانوفر منتقل شد. سال ۱۹۱۰ به درجه ستوان یکم ترفیع گرفت و سه سال دوره آموزشی ستاد کل را در دانشکده جنگ پروس گذراند. سال ۱۹۱۳ در بخش عارضه‌نگاری وارد ستاد کل کبیر در برلین شد.

### جنگ جهانی اول
با آغاز جنگ جهانی اول کوشلر به درجه سروان ترفیع گرفت و به فرماندهی یک آتشبار توپخانه در هنگ ۹ توپخانه صحرایی ذخیره در جبهه غربی منصوب شد. با یگان خود در نبردهای سم و وردن حضور پیدا کرد و به شکل همزمان در ماه ژانویه سال ۱۹۱۵ نشان درجه ۱ و ۲ صلیب آهنین را دریافت نمود. منبع دیگری زمان اعطای نشان درجه ۲ صلیب آهنین را نوامبر ۱۹۱۴ ذکر کرده است. پس از خدمت در خط مقدم، در ستاد سپاه ۴ و سپس سپاه ۸ به انجام وظیفه ادامه داد. اواخر جنگ به عنوان افسر عملیات لشکر دویست و ششم پیاده‌نظام و لشکر نهم ذخیره منصوب شد. در مدت حضور در جبهه‌های نبرد، در ژوئیه سال ۱۹۱۷ نشان شوالیه آهنین خاندان سلطنتی هوهن‌تسولرن با شمشیرها را نیز دریافت کرد.

### رایشسور
ترفیع درجه
- ۱۸ اوت[۲] ۱۹۰۱: ستوان دوم
- ۱۸ اوت[۲] ۱۹۱۰: ستوان یکم
- ۸ اکتبر ۱۹۱۴:[۲] سروان
- ۱ آوریل[۲] ۱۹۲۳: سرگرد
- ۱ ژانویه[۲] ۱۹۲۹: سرهنگ دوم
- ۱ مارس[۲] ۱۹۳۱: سرهنگ
- ۱ آوریل ۱۹۳۴: سرتیپ
- ۱ دسامبر ۱۹۳۵: سرلشکر
- ۱ آوریل ۱۹۳۷: سپهبد (ژنرال توپخانه)
- ۱۹ ژوئیه ۱۹۴۰: ارتشبد
- ۳۰ ژوئن ۱۹۴۲: فیلدمارشال

با امضای پیمان ورسای و پایان جنگ جهانی اول، وارد ستاد کل هنگ کورلند بخشی از فرای‌کور شد و به ایفای نقش در نبردهای منطقه بالتیک پرداخت. با انحلال نیروی زمینی امپراتوری آلمان و تأسیس رایشسور، در این نیرو باقی ماند و در زمره نیروهای سپاه ۱ در پروس شرقی قرار گرفت. مدتی آتشبار پنجم را در هنگ ۵ توپخانه در اولم فرماندهی کرد سپس پس از حضور کوتاه در دپارتمان آموزش نیروی زمینی وابسته وزارت دفاع در سال ۱۹۲۰، در مناصب مختلف آموزشی دیگری از جمله دانشکده‌های پیاده‌نظام در مونشن، اردورف و درسدن و دانشکده توپخانه در یوتربورگ تا دهه ۱۹۳۰ به کار گرفته شد. در همین زمان، روز ۱ آوریل سال ۱۹۲۳ به درجه سرگردی، روز ۱ ژانویه سال ۱۹۲۹ به درجه سرهنگ دومی و روز ۱ مارس سال ۱۹۳۱ به درجه سرهنگی ترفیع پیدا کرد. روز ۱ اکتبر سال ۱۹۳۲ به فرماندهی هنگ توپخانه لشکر یکم پیاده‌نظام در پروس شرقی رسید.
ماه آوریل سال ۱۹۳۵ وظیفه بازرسی از دانشکده‌های جنگ را بر عهده داشت و از ماه اکتبر همان سال با دریافت درجه سرتیپی به فرماندهی لشکر یکم پیاده‌نظام منصوب گشت. یک سال بعد روز ۱ دسامبر سال ۱۹۳۵ به درجه سرلشکری ترفیع یافت. از روز ۱ اکتبر سال ۱۹۳۶ به مدت شش ماه نایب رئیس دادگاه عالی نظامی بود تا اینکه روز ۱ آوریل سال ۱۹۳۷ با دریافت درجه سپهبدی (ژنرال توپخانه) در مقام فرماندهی سپاه ۱ در پروس شرقی جای گرفت. در این جایگاه با مسئولیت چالش‌برانگیزی روبرو بود چرا که پروس شرقی بدون ارتباط زمینی با بدنه اصلی خاک آلمان، به شکل کامل توسط اراضی لهستان محاصره شده بود و نیروهای او می‌بایست از مناطق مرزی محافظت می‌کردند. روز ۲ مارس سال ۱۹۳۹ و پس از تحویل منطقه مِمِل به آلمان توسط لیتوانی، سربازان سپاه ۱ تحت امر او برای نخستین بار پس از جنگ جهانی اول و از دست دادن این منطقه، قدم در آن نهادند.

## جنگ جهانی دوم

### لهستان
با آغاز جنگ جهانی دوم به فرماندهی ارتش سوم منصوب گردید. پیش از آغاز جنگ مسئول آموزش این یگان بود. هنگام تهاجم آلمان به لهستان در ماه سپتامبر سال ۱۹۳۹، هفت لشکر پیاده‌نظام به علاوه لشکر زرهی کمپف و هنگ تحت امر او قرار داشت. بخشی از نیروهای او به جهت برقراری اتصال با بدنه اصلی خاک آلمان به سمت غرب حرکت کرده و با یاری رساندن به ارتش چهارم، دانتسیش را به کنترل خود درآوردند. بیشتر نیروهای ارتش سوم به جانب جنوبی پیشروی نمودند. نیمی از آن‌ها با گذر از رود ویستولا در نزدیکی محل تلاقی آن با رود باگ، خود را به غرب ورشو رساندند. نیم دیگر با گذر از رودخانه نارف و پیشروی در طول رودخانه باگ در شرق ورشو، وارد برست-لیتوفسک شدند تا جلوی عقب‌نشینی نیروهای لهستانی را گرفته و آن‌ها را به محاصره درآورند. به هر وجه با عقب‌نشینی زود هنگام لهستانی‌ها امکان محاصره آن‌ها میسر نشد اما خود شهر به محاصره درآمد. در همین نقطه نیروهای خود را به قوای ارتش سرخ که لهستان را از جانب شرقی مورد هجوم قرار داده بودند، رسانند و یک رژه مشترک پیروزی با آن‌ها ترتیب دادند. با پایان نبرد لهستان، به عنوان فرمانده جبهه شمالی به همراه یگانش برای مدتی در لهستان مستقر بودند. با موفقیت در عملیات در لهستان روز ۳۰ سپتامبر سال ۱۹۳۹ مفتخر به دریافت نشان صلیب شوالیه صلیب آهنین شد.
با پدیداری اختلاف بر سر چگونگی عملکرد نیروی زمینی در لهستان و نحوه برخورد ساکنان مناطق تصرف‌شده، ۲۱ اکتبر از مقام خود در فرماندهی ارتش سوم عزل و به بخش افسران ذخیره منتقل شد. مجدداً از ۵ نوامبر به فرماندهی ارتش هجدهم شامل پنج لشکر پیاده‌نظام، یک لشکر موتوریزه و یک لشکر زرهی منصوب شد.

### فرانسه
نیروهای فن کوشلر در جریان عملیات ورماخت در ماه مه سال ۱۹۴۰ در جبهه غربی موسوم به مورد زرد، هلند و بلژیک را مورد حمله قرار داده سپس وارد خاک فرانسه گشتند. ارتش تحت امر او تهاجم نهایی زمینی به دانکرک را صورت داد. به همراه نیروهای خود ۱۴ ژوئن وارد پاریس شد و در رژه پیروزی در شانزلیزه مشارکت نمود. روز ۱۹ ژوئیه به درجه ارتشبدی ترفیع یافت و به همراه ارتش هجدهم مجدداً راهی پروس شرقی شد تا خود را برای حمله به شوروی آماده کند.

### شوروی

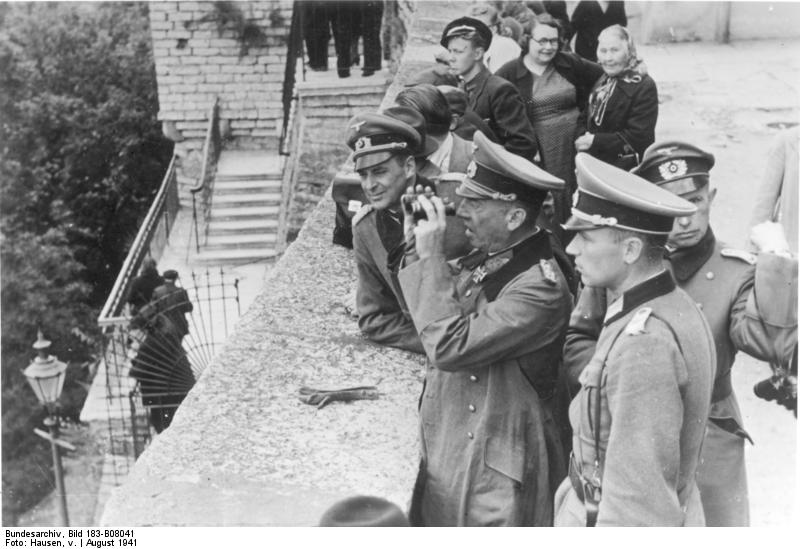
در حال بازدید از شهر تازه تصرف شده تالین، استونی

روز ۴ ژوئیه سال ۱۹۴۰ فن کوشلر به همراه اریش مارکس، رئیس ستاد ارتش هجدهم، از طرف ارتشبد فرانتس هالدر مسئول طرح‌ریزی دفاعی ارتش هجدهم در مرزهای شرقی در مقابل شوروی شد. |این طرح‌ریزی دو هفته بعد صورت تهاجمی گرفت و تا ۵ اوت به اتمام رسید. با آغاز عملیات بارباروسا، تهاجم آلمان به شوروی در ۲۲ ژوئن سال ۱۹۴۱، ارتش هجدهم در قالب گروه ارتش شمال در جانب شمالی جبهه شرقی تحت فرمان فن کوشلر در همان هفته‌های نخستین اوستروف و پسکوف را به سلطه خود درآورد. فن کوشلر در عرض ۱۰ روز مسافتی بیش ۲۵۰ کیلومتری را طی نمود. جهت اجتناب از اوج گرمای هوا، اغلب راهپیمایی را به ساعت‌های بین ۱۸ تا ۲۲ شب و ۳ تا ۸ بامداد محدود می‌ساخت. فن کوشلر یگانش را از خط مقدم رهبری می‌نمود. نیروهای او تا روز ۴ سپتامبر استونی را از وجود عناصر ارتش سرخ پاکسازی کردند. فن کوشلر با گذر از ناروا و کینگیسپ، راه لنینگراد را در پیش گرفت و تا میانه ماه سپتامبر به دریاچه لادوگا در شرق آن رسید. با بسته شدن راه زمینی از جانب شمالی توسط فنلاندی‌ها، نیروهای او ماه سپتامبر سال ۱۹۴۱ مسیر تدارکاتی از جنوب بین دریاچه لادوگا و خلیج فنلاند را نیز کاملاً سد کردند تا محاصره لنینگراد تکمیل گردد. ماه‌های بعدی صرف نبرد حوالی لنینگراد شد.

#### گروه ارتش شمال
با برکناری فیلد مارشال ویلهلم ریتر فن لیب، روز ۱۷ ژانویه سال ۱۹۴۲ به فرماندهی گروه ارتش شمال منصوب شد. شش ماه بعد در ۳۰ ژوئن به دستور آدولف هیتلر، پیشوای آلمان، به درجه فیلدمارشالی نائل آمد. تا ماه ژانویه سال ۱۹۴۴ رهبری گروه ارتش شمال را بر عهده داشت و بیشتر درگیر محاصره لنینگراد بود. در همین مدت روز ۲۹ مارس سال ۱۹۴۳ نشان درجه یک صلیب آزادی فنلاند و سپس در ۲۱ ماه اوت همان سال برگ‌های بلوط نشان شوالیه صلیب آهنین را دریافت کرد.
کاری که فن لیب از عهده آن بر نیامد، فن کوشلر نیز موفق به صورت دادن آن نشد تا لنینگراد هیچگاه به تصرف آلمانی‌ها در نیاید. پس از شکسته شدن محاصره لنینگراد توسط ارتش سرخ و افزایش فشار بر نیروهای او، ۲۹ ماه ژانویه سال ۱۹۴۴ با پدیداری اختلاف نظر دیگری این بار بر سر عقب‌نشینی ارتش هجدهم به سمت رود لوگا در غرب جهت گریز از افتادن در محاصره، توسط هیلتر از مقام فرماندهی گروه ارتش شمال عزل شد. پس از بازگشت از جبهه‌های جنگ بازنشسته شد و دیگر هیچ مقامی در نیروی زمینی به دست نیاورد. زندگی او در ایام باقی مانده از جنگ در پرده‌ای از ابهام است. گفته می‌شود درخواست جنبش‌های سیاسی و نظامی ضد هیتلر برای همکاری را رد کرده است.

## پایان جنگ و محاکمه
پس از پایان جنگ، توسط نیروهای آمریکایی دستگیر شد. روز ۲۷ ماه اکتبر سال ۱۹۴۸ در دادگاه فرماندهان عالی نورنبرگ به اتهام جنایت جنگی و جنایت علیه بشریت در شوروی به بیست سال حبس محکوم گردید. در ارتباط با اتهامات وارده به خود در رابطه با اسرای ارتش سرخ اذعان کرد که تلفات ناشی از سرمای زمستان بوده و اعداد به جهت دریافت تدارکات بیشتر، توسط نیروی زمینی اغراق شده بوده است. به هر حال موضوع وقوع یا عدم وقوع جنایت جنگی توسط نیروهای آلمانی در جبهه شرقی و دخالت یا عدم دخالت او و نحوه و میزان آن در منابع مختلف مورد اختلاف نظر شدید است. سه سال بعد دادگاه تجدید نظر حکم او را به دوازده سال کاهش داد اما دو سال پس از آن به علت کهولت سن روز ۱۸ ماه فوریه سال ۱۹۵۳ (مجموعاً پنج سال) از بند خود در زندان لاندسبرگ آزاد شد.

## زندگی شخصی
سال ۱۹۲۱ در دارمشتات با الیزابت فن انکفورت، دختر یک سرتیپ پروسی ازدواج کرد. حاصل این ازدواج یک دختر و یک پسر بود. پس از آزادی به همراه همسر خود در گارمیش-پارتنکیرشن در مرز با اتریش می‌زیست. گئورگ فن کوشلر در نهایت روز ۲۵ ماه مه سال ۱۹۶۸ در ۸۶ سالگی درگذشت و در دارمشتات به خاک سپرده شد.